# Dmitrij Kondratjew
Dmitrij Jurjewicz Kondratjew (ros. Дми́трий Ю́рьевич Кондра́тьев, ur. 25 maja 1969 w Irkucku) – rosyjski astronauta, Bohater Federacji Rosyjskiej (2012).

## Życiorys
Do 1986 ukończył 10 klas szkoły średniej w Ałma-Acie, w 1990 Kaczyńską Wojskową Wyższą Szkołę Lotniczą Pilotów, w 2000 Moskiewski Państwowy Uniwersytet Ekonomii, Statystyki i Informatyki, a w 2004 Akademię Sił Powietrznych im. J. Gagarina. Służył w rosyjskich siłach powietrznych, 28 lipca 1997 został włączony w oddział kosmonautów, od stycznia 1998 do listopada 1999 przechodził ogólne przygotowanie kosmiczne, później przygotowanie w grupie kosmonautów w ramach programu lotów na Międzynarodową Stację Kosmiczną, a od marca 2001 przygotowanie do lotu. W grudniu 2003 został wyznaczony do rezerwowej (dublującej) załogi 13 ekspedycji na Międzynarodową Stację Kosmiczną, a na początku 2004 do głównej załogi 13 ekspedycji, jednak w związku z przełożeniem misji został przeniesiony do rezerwy. 16 grudnia 2006 otrzymał stopień pułkownika lotnictwa. Podczas startu statku Sojuz TMA-19 16 czerwca 2010 był dublerem dowódcy statku, 26 listopada 2010 został dowódcą głównej załogi statku Sojuz TMA-20, a od 15 grudnia 2010 do 24 maja 2011 wykonał lot kosmiczny wraz z Włochem Paolo Nespolim i Amerykanką Catherine Coleman; podczas ekspedycji dwa razy wychodził w otwartą przestrzeń kosmiczną (łącznie przez 10 godzin i 12 minut). Spędził w kosmosie 159 dni, 7 godzin i 16 minut. Postanowieniem Prezydenta Rosji Dmitrija Miedwiediewa z 3 marca 2012 otrzymał tytuł Bohatera Federacji Rosyjskiej.
Stowarzyszenie Uczestników Lotów Kosmicznych (Association of Space Explorers) przyznało mu Universal Astronaut Insignia za lot orbitalny (nr 517).